# 莫尔库尔 (埃纳省)
莫尔库尔（法語：Morcourt，法語發音：[mɔʁkuʁ]）是法国上法蘭西大區埃纳省的一个市镇，属于圣康坦区。

## 地理
莫尔库尔（49°52'35"N, 3°19'19"E）面积6.07 平方千米，位于法国上法蘭西大區埃纳省，该省份为法国北部内陆省份，北起北部省，西接索姆省和瓦兹省，东临阿登省和马恩省，西南至塞纳-马恩省，东北部与比利时接壤。
与莫尔库尔接壤的市镇（或旧市镇、城区）包括：翁布利耶尔、莱丹、奥米西、勒莫库尔、鲁夫鲁瓦、聖康坦、埃蒂南-梅里库尔。

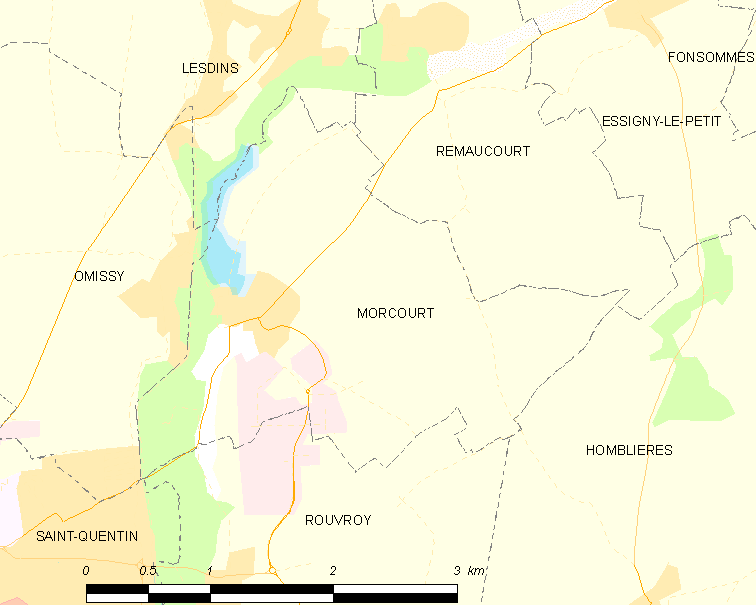
的OSM定位图

莫尔库尔的时区为UTC+01:00、UTC+02:00（夏令时）。

## 行政
莫尔库尔的邮政编码为02100，INSEE市镇编码为02525。

## 政治
莫尔库尔所属的省级选区为圣康坦第二县。

## 人口

1962-2008年间人口变化图示

莫尔库尔于2022年1月1日时的人口数量为545人。